# Potosí 1600
Potosí 1600 es el título de una novela del escritor y periodista boliviano Ramón Rocha Monroy.

## Estructura
Esta novela mereció el Premio Boliviano de Novela "Alfaguara", que auspicia Santillana Editores, la AFP dependiente del Banco Santander y el Viceministerio de Culturas, hoy Ministerio. Tiene dos partes alternas. Un narrador en tercera persona cuenta dos historias paralelas en la primera parte: los capítulos impares relatan la historia de los primeros criollos potosinos, los llamados Nicolases, y los capítulos pares narran la venida de unos comediantes del Viejo Mundo, con destino Potosí. Ha sido calificada como la mejor novela en las once ediciones del Premio "Alfaguara" y se estudia en la única Facultad de Letras de Bolivia, dependiente de la Universidad Mayor de San Andrés, en La Paz. Una tesis sugestiva sobre esta novela ha sido escrita por Mauricio Murillo, y titula "La Villa es Sueño". Es una muestra importante del barroco mestizo en la literatura boliviana. 
Potosí 1600 es una novela que recrea una época histórica de esplendor para Potosí. La riqueza argentífera del Cerro Rico hizo que esta ciudad tuviera más población que cualquier otra en la época colonial. Cuando Lima, cabeza de Virreinato, tenía 15 000 habitantes, Potosí tenía 160. 000. Mucha gente, como los comediantes, se sintió atraída por su fama y así la Villa Imperial se convirtió en una metrópoli cosmopolita, mantenida por una enorme población indígena.
El libro de Ramón Rocha Monroy, nos traslada a las vivencias de Potosí colonial.